# Miwani
Miwani ist eine Siedlung östlich der Hafenstadt Kisumu im Nordosten des Victoriasees und westlich des Großen Afrikanischen Grabenbruchs von Kenia im Kisumu County und bis 2010 in der ehemaligen Provinz Nyanza. 

## Wirtschaft
Miwani ist durch seine Zuckerfabrik und deren Zuckerrohrplantagen bekannt. Früher wurde hier die Hälfte des kenianischen Zuckers angebaut, der vor allem in Britisch-Ostafrika und später in Kenia vermarktet wurde. Die Zuckerfabrik betrieb Plantagen auf einer mehr als 3500 Hektar (9000 Acres) großen Fläche und kaufte außerdem einen Großteil des Zuckerrohrs in der Nachbarschaft.
Der Grundstein für die britisch-ostafrikanische Zuckerindustrie wurde 1924 gelegt, als der australische Zuckermagnat George Russell Mayers die Victoria Nyanza Sugar Company gründete, die rund 15.000 Hektar bewirtschaftete. Um 1946 produzierte Miwani auf seinen Plantagen noch 20.000 Tonnen Zucker. Das Unternehmen 4.200 Mitarbeiter und war damit eines der größten in der Region.
Die Zuckerfabrik ist seit 2001 aufgrund von mangelnder Wartung zum dritten Mal in ihrer Geschichte nicht mehr in Betrieb, was auch zu einem Verfall umliegender Infrastruktur führt. Die Zufahrtsstraßen sind nur noch mit Traktoren und Motorrädern befahrbar, eine nahe gelegene Schule, die einst den Kindern der in der Gegend arbeitenden Mittelschicht vorbehalten war, liegt in Trümmern. Ein 260-Betten-Krankenhaus für die Fabrikarbeiter und die Landbevölkerung muss dringend saniert werden.